# أونوريه شامبيون
أونوريه شامبيون (بالفرنسية: Honoré Champion)‏ هو بائع كتب فرنسي، ولد في 13 يناير 1846 في باريس في فرنسا، وتوفي بنفس المكان في 8 أبريل 1913.